# Cabana dels Graus
La Cabana dels Graus és una antiga cabana habilitada com a masia del poble d'Escarlà, de l'antic terme ribagorçà de Sapira, pertanyent actualment al municipi de Tremp. éS a l'esquerra i a prop de la riba de la Noguera Ribagorçana, a los Graus, indret que li dona el nom. És al nord d'Escarlà i també al nord de Cal Sabater.